# 铕
銪（舊譯：䥲），是一種化學元素，其化學符號为Eu，原子序數为63，原子量為151.964 u，属于镧系元素，也是稀土元素之一。銪是一種柔軟的銀白色金屬，是最活潑的鑭系元素，在空氣和水中會快速氧化，需要保存在真空或充滿惰性氣體的玻璃管中才能維持其金屬光澤。銪也是硬度最低的鑭系元素，可以用指甲壓出凹痕，也可以用刀輕鬆切割。銪於1901年被發現，並以歐洲（Europe）命名。
身為稀土元素的一員，銪最穩定的氧化態為+3，但+2態銪的化合物亦很常見。所有銪(II)化合物都具有輕微的還原性。自然界中的銪大多和其他稀土元素一同伴生於稀土礦物中，但由於銪很容易形成+2價化合物，因此在鈣和其他鹼土金屬礦物中有時也會摻雜部分的銪，造成一些稀土礦物（如獨居石）中銪的含量相對偏低，這種現象稱為銪異常。銪是地球上豐度最低的稀土元素之一。
銪的大部分用途都是利用其化合物的螢光特性，例如電視機的磷光體以及用於歐元紙幣防偽措施的螢光墨水等。如同其他稀土元素，銪在生物體中沒有重要的功用，和其他重金屬相比毒性較低。

## 性質
由於鑭系收縮現象的影響，鑭系元素的部分物理及化學性質有隨著原子序數的遞增而逐漸上升或下降的趨勢，然而銪是其中最大的例外。銪是硬度和密度最低、熔點第二低且反應性最高的鑭系元素，這些性質和銪原子半滿的f軌域有很大的關係。由於原子最外層的軌域為半滿或全滿時，電子組態較安定，所以銪傾向失去最外層的兩個電子，使得原子最外層為較安定的半滿f軌域，因此金屬態的銪是以+2價存在，性質也和其他+3價鑭系金屬有所差異。

### 物理性質

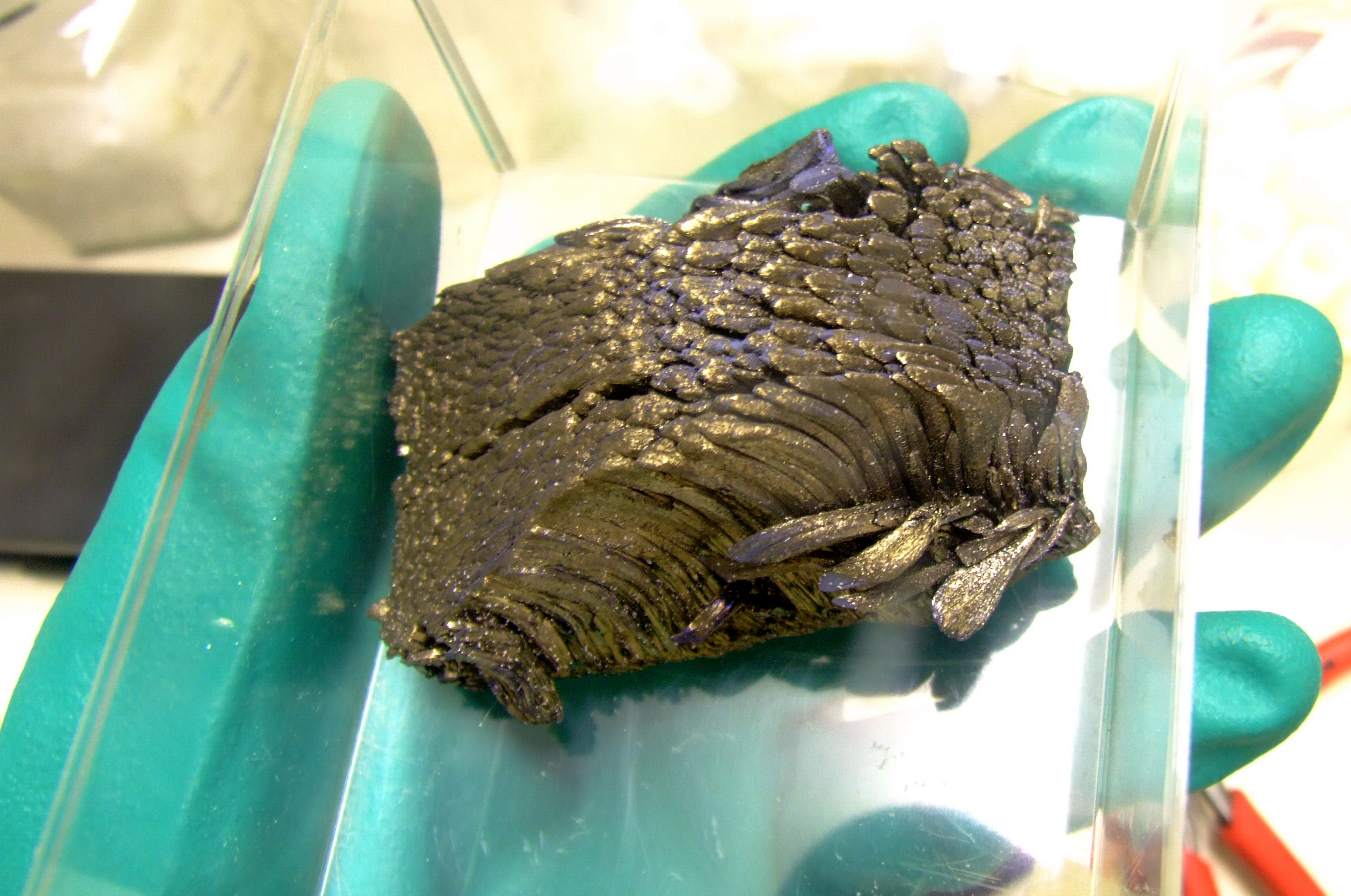
約300克純度為99.998%的純銪枝晶

銪是一種具延展性的銀白色金屬，硬度與鉛相近。其晶體結構為體心立方。在鑭系元素中，銪的熔點第二低（僅高於鐿，鑭系收縮的另一例外），密度和硬度則最低。
在冷卻至1.8K、加壓至80GPa時，銪會變成超導體。這是因為銪在金屬態下為+2價，在受壓的情況下化合價變為+3。+2價狀態下強大的局域磁矩（J = 7/2）抑制了超導相態，而+3價時的磁矩為零，因此其超導性質得以發揮。

### 化學性質

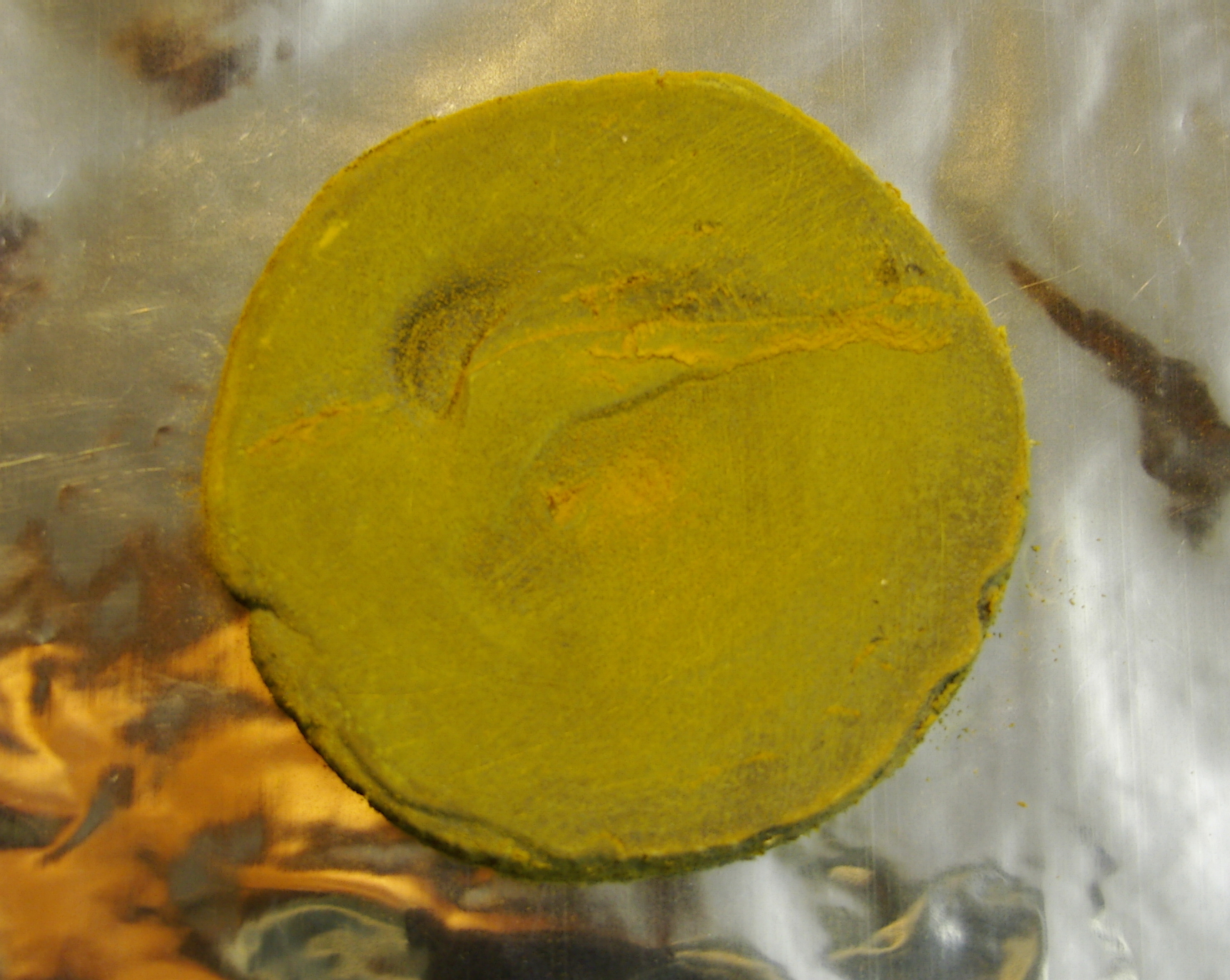
氧化的銪塊，表面覆著黃色的碳酸亞銪

銪是反應性最強的鑭系及稀土元素。它在空氣中會迅速氧化並持續往內侵蝕，一立方公分大小的銪金屬樣本在幾天之內就會整塊腐蝕。由於其高度的反應性，固體的銪樣品很難保有閃亮的金屬表面，就算浸在礦物油中也無法防止其失去光澤，只有保存在真空或充滿惰性氣體的玻璃管中才能維持其光亮的外觀。銪在水中的反應性和鈣相當，反應式為：
2 Eu + 6 H2O → 2 Eu(OH)3 + 3 H2
銪在150至180 °C的空氣中會自燃，形成三氧化二銪：
4 Eu + 3 O2 → 2 Eu2O3
銪在稀硫酸中容易溶解，形成淡粉紅色的水合銪(III)溶液：
2 Eu + 3 H2SO4 + 18 H2O → 2 [Eu(H2O)9]3+ + 3 SO2−
4 + 3 H2

#### 價態
銪最穩定的氧化態為+3，但其+2價化合物也很常見。這在幾乎完全形成+3價化合物的鑭系元素中是比較少見的。雖然一些鑭系元素（如釤、鐿）也能形成相對穩定的+2氧化態，但+2態的銪仍是其中穩定性最高的。這是因為+2價銪的電子排布為4f7，其半滿的f軌域具有更高的穩定性，因此銪具有較高的形成+2價的趨勢。
Eu2+離子（亞銪離子）的半徑和配位數和Ba2+相近，其化合物的性質也和+2價鹼土金屬化合物十分相似，例如兩者的硫酸鹽都難溶於水。
銪(II)是一種弱還原劑，在空氣或水中都會逐漸氧化成銪(III)。在缺氧條件（特別是地熱條件）下，銪(II)足夠穩定，再加上性質和鹼土金屬相近，所以會摻入鈣以及其他鹼土金屬的礦物之中。這種離子交換過程是「負銪異常」現象的成因，即部分稀土礦物（如獨居石）中的銪含量相對球粒隕石中的含量偏少。氟碳鈰礦的負銪異常現象比獨居石輕微，因此成為了今天銪元素的主要來源。雖然礦物中銪的濃度一般很低，但由於它的+2價離子可以很容易從其他+3價鑭系元素中分離出來，所以較易取得。

### 同位素
自然形成的銪元素由兩種同位素組成：151Eu和153Eu，後者的豐度為52.2%，比前者稍高。153Eu是穩定同位素，但151Eu則會進行α衰變，半衰期長達5+11
−3×1018 年，即在1公斤自然銪樣本中大約每2分鐘發生一次α衰變事件。這一數值與理論預測值吻合。除了天然放射性同位素151Eu以外，已知的人造放射性同位素共有35種，其中最穩定的有150Eu（半衰期為36.9年）、152Eu（13.516年）和154Eu（8.593年）。其餘所有的放射性銪同位素半衰期都在4.7612年以下，且大部份短於12.2秒。銪共有8種同核異構物，最穩定的有150mEu（半衰期為12.8小時）、152m1Eu（9.3116小時）和152m2Eu（96分鐘）。
質量比153Eu低的同位素衰變模式主要是電子捕獲，並一般產生釤的同位素；質量更高的則主要進行β−衰變，並一般產生釓的同位素。

#### 作為核裂變產物
| 同位素 | 151Eu | 152Eu | 153Eu | 154Eu | 155Eu |
| 產量   | ~10   | 低    | 1580  | >2.5  | 330   |
| 靶恩   | 5900  | 12800 | 312   | 1340  | 3950  |

銪是某些核裂變反應的產物，但銪同位素質量較高，其裂變產物產量很低。
和其他鑭系元素一樣，銪的許多同位素，特別是奇數質量數和低中子數的同位素（如152Eu），擁有很高的中子捕獲截面，通常可以作為中子毒物。
釤-151經β衰變後會產生151Eu，但由於半衰期長，吸收中子的平均時間短，所以大部份151Sm最終會變為152Sm。
152Eu（半衰期為13.516年）和154Eu（8.593年）不能作為β衰變產物，因為152Sm和154Sm都沒有放射性。154Eu和134Cs是僅有的兩個裂變產量高於百萬分之2.5的長壽命受屏蔽核素。對153Eu進行中子活化，可以產生更大量的154Eu，但其中大部份會再轉化為155Eu。
對於鈾-235和熱中子，155Eu（半衰期為4.7612年）的裂變產量為百萬分之330，其大部份會在燃料燃耗結束時嬗變成無放射性、無吸收性的釓-156。
整體來說，在輻射危害上，銪比銫-137和鍶-90弱得多，而作為中子毒物，銪則比釤弱很多。

### 存量

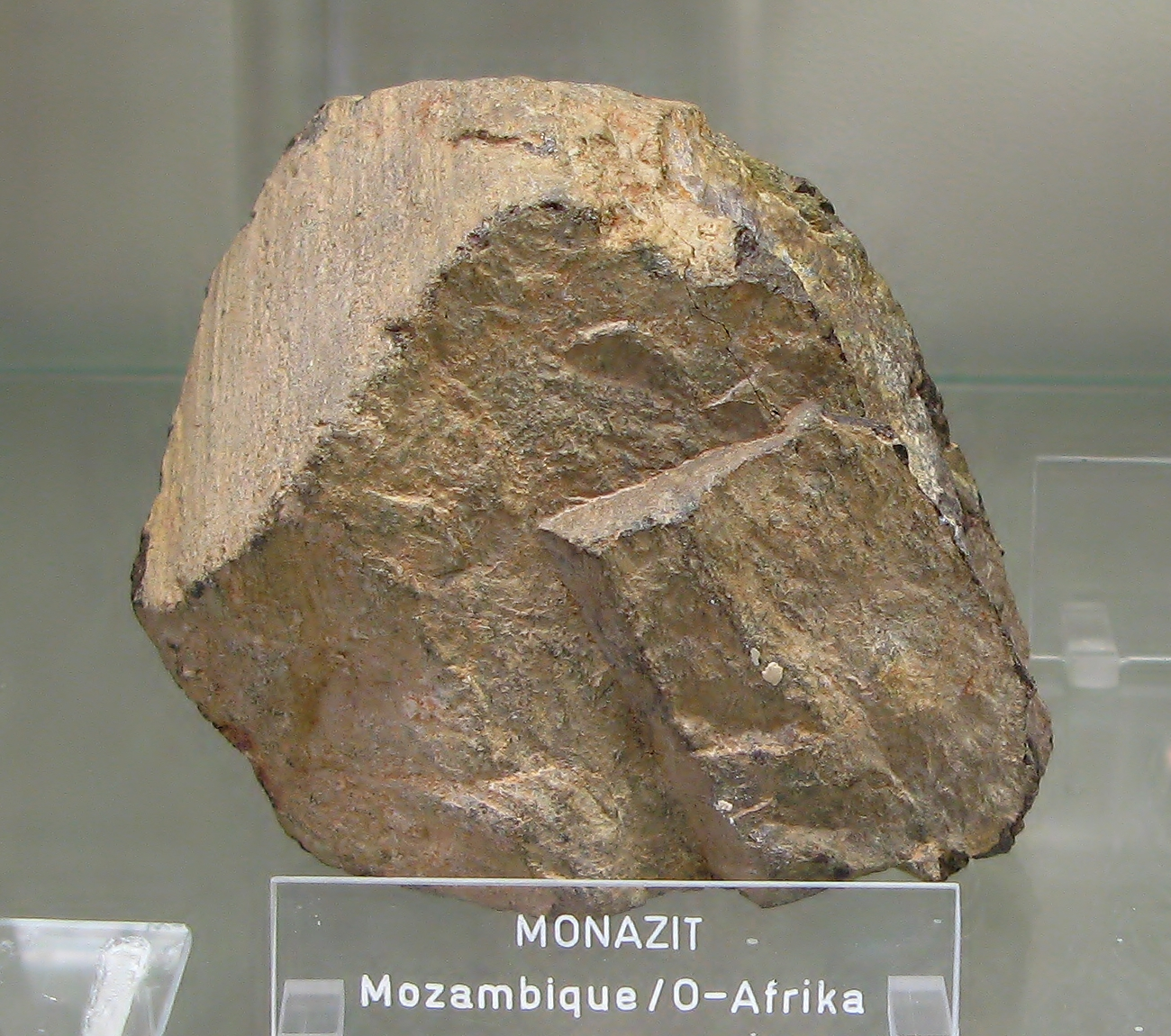
獨居石

做為非常活潑的元素，銪在自然界中不以單質出現。許多礦物都含有銪，其中最重要的包括：氟碳鈰礦、獨居石、磷釔礦和鈰鈮鈣鈦礦。銪在地殼中的平均豐度為2–2.2ppm。
相對其他稀土元素來說，銪有時會在礦物中具有偏高或者偏低的含量，這種現象稱為銪異常。地球化學和岩石學的微量元素分析常用到銪元素，以了解火成岩的形成過程。通過分析銪異常情況，可有助重建一套火成岩之間的關係。
少量的二價銪（Eu2+）可以作為某些螢石（CaF2）樣本的亮藍色螢光激活劑。Eu3+在高能粒子照射下會變為Eu2+。英國北部Weardale及周邊地區是這類礦物的代表產地。英文中的螢光一詞（fluorescence）就是來自此處所發現的螢石（fluorite）。直到很久以後人們才發現，這些螢石的螢光是礦石中的銪所造成的。

## 生產
銪在礦物中一般和其他的稀土元素伴生存在，所以是一同開採，並之後再分離開來的。氟碳鈰礦、鈰鈮鈣鈦礦、磷釔礦和獨居石等礦石中含有可開採量的稀土元素。首兩種為正磷酸鹽礦物LnPO4（Ln表示除鉕以外所有的鑭系元素），磷釔礦為氟碳酸鹽礦物LnCO3F。獨居石同時含有釷和釔，而釷及其衰變產物都具有放射性，使處理過程更為困難。從原礦萃取和分離各種鑭系元素的方法有幾種。方法的選擇要考慮礦物的成份和濃度，以及每種鑭系元素在礦物濃縮物中的分佈。礦石首先經過烘烤，再經酸鹼來回浸溶，形成鑭系元素的混合濃縮物。如果其中鈰居多，就可將鈰(III)轉化為鈰(IV)，從而沉澱出來。利用溶劑萃取法或離子交換層析法能夠增加銪在混合物中的比例。用鋅、鋅汞齊、電離等方法可以把銪(III)轉化為銪(II)。後者的化學性質和鹼土金屬相似，因此可以以碳酸鹽的形態沉澱出來，或與硫酸鋇共沉澱。要製備銪金屬，可以對熔融三氯化銪（EuCl3）和氯化鈉（NaCl）或氯化鈣（CaCl2）的混合物進行電離，以石墨電解槽作為陰極，石墨作為陽極。反應同時也會產生氯氣。
世界上有多個出產銪的大型礦藏。中國內蒙古的白雲鄂博鐵礦含有大量的氟碳鈰礦和獨居石，估計稀土金屬氧化物的含量有3600萬噸，因此它是目前世界上最大的礦藏。中國依靠白雲鄂博鐵礦在1990年代成為了最大的稀土元素產國。所產出的稀土元素中，只有0.2%是銪。1965年至1990年代，美國加州山口（Mountain Pass）稀土礦場是全球第二大稀土元素來源。當地的氟碳鈰礦含有較高濃度的輕稀土元素（鑭至釓、鈧、釔），而銪含量則只有0.1%。俄羅斯西北部的科拉半島出產鈰鈮鈣鈦礦，是另一個大型稀土元素產地。除鈮、鉭和鈦以外，它擁有高達30%的稀土元素，因此是這些元素在俄羅斯的最大來源。

## 化合物

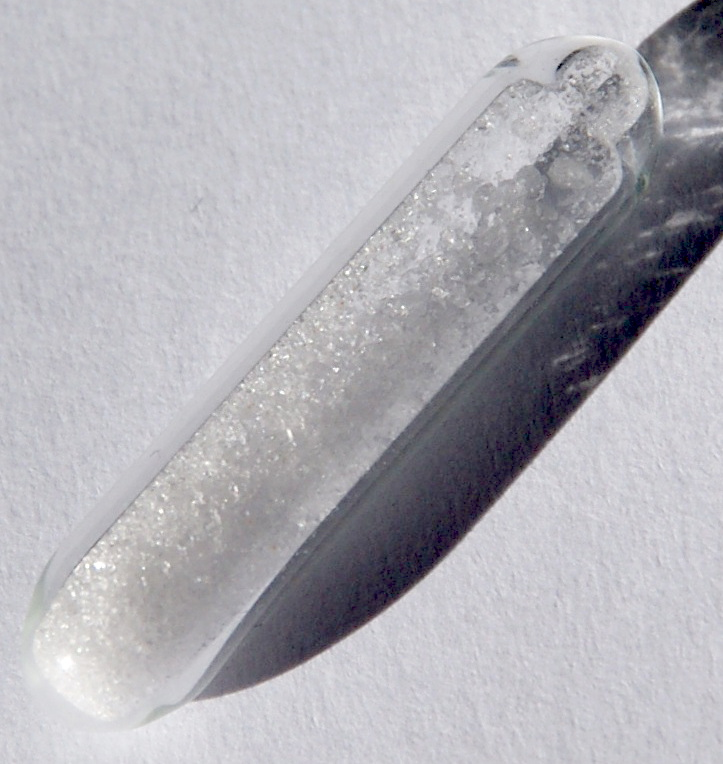
硫酸銪，Eu_{2}(SO_{4})_{3}

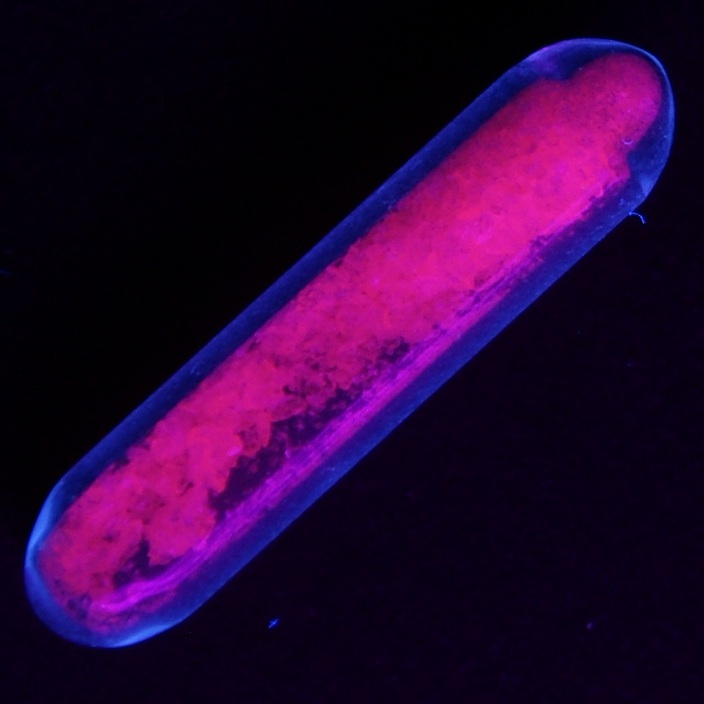
紫外線下發紅色螢光的硫酸銪

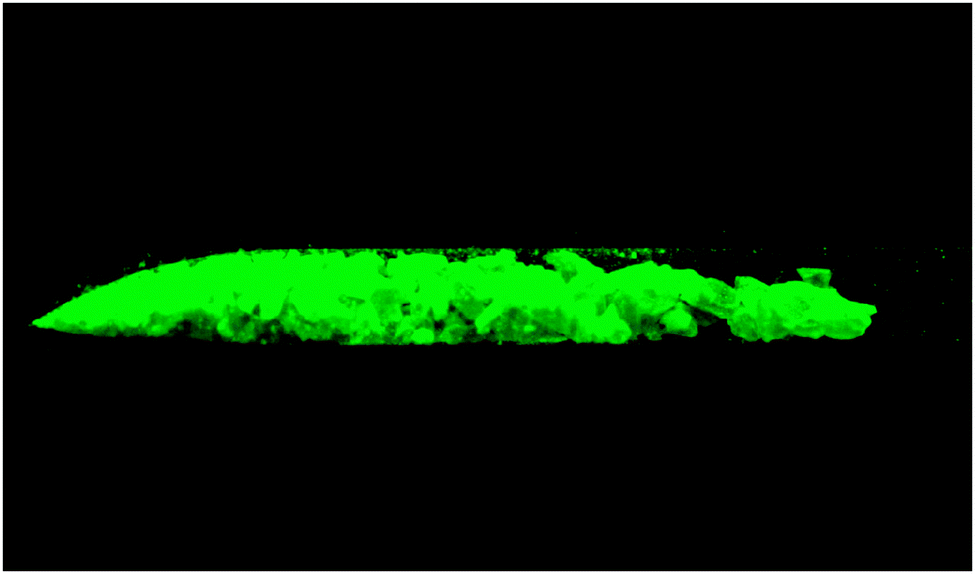
二价铕化合物在紫外线下发出绿光

在大多數條件下，銪化合物都具有+3氧化態。在這些化合物中，銪(III)通常與6至9個含氧配位體（通常為水）成鍵。銪的氯化物、硫酸鹽、硝酸鹽都可溶於水和極性有機溶液。具親脂性的銪配合物一般擁有類似乙酰丙酮的配位體，例如EuFOD。

### 鹵化物
銪金屬可與所有鹵素反應：
2 Eu + 3 X2 → 2 EuX3（X = F, Cl, Br, I）
如此形成白色的三氟化銪（EuF3）、黃色的三氯化銪（EuCl3）、灰色的三溴化銪（EuBr3）以及無色的三碘化銪（EuI3）。對應的二鹵化物同樣可以形成：黃綠色的二氟化銪（EuF2）、無色的二氯化銪（EuCl2）、無色的二溴化銪（EuBr2）以及綠色的二碘化銪（EuI2）。

### 氧族及氮族元素化合物
銪可以和所有氧族元素形成穩定化合物，其中較重的氧族元素（硫、硒和碲）會使較低的氧化態更加穩定。已知的氧化物共有三種：一氧化銪（EuO）、三氧化二銪（Eu2O3）及混合價態氧化物Eu3O4，其同時含有銪(II)和銪(III)。其他的氧族元素化合物包括一硫化銪（EuS）、一硒化銪（EuSe）和一碲化銪（EuTe），三者均為黑色固體。三氧化二銪在高溫下分解，經過硫化形成一硫化銪：
Eu2O3 + 3 H2S → 2 EuS + 3 H2O + S
銪的主要氮化物為一氮化銪（EuN）。

## 研究歷史
雖然銪存在於大部份稀土礦物之中，但由於分離過程的困難，所以直到19世紀末該元素才被分離出來。威廉·克魯克斯在1885年對稀土元素的螢光光譜進行過分析，其中的一些「異常」譜線後來發現來自於銪元素。
保羅·埃米爾·勒科克·德布瓦博德蘭於1890年首次發現銪元素。他在釤釓濃縮物的分餾提取物中，觀測到了既不屬於釤，又不屬於釓的譜線。然而，一般的說法是法國化學家尤金·德馬塞發現了銪。他在1896年懷疑新發現的釤樣本中有一種未知元素的污染物，並在1901年成功將其分離出來。他依據歐洲的名稱「Europe」將此元素命名為「Europium」。
1960年代初，人們發現了摻銪正釩酸釔紅色磷光體。但在彩色電視機工業即將革新之時，獨居石加工廠卻無法維持足夠的銪元素供給，因為獨居石的銪含量一般只在0.05%左右。當時莫利礦業位於加州山口的氟碳鈰礦藏即將開啟運作，當地的稀土礦含有異常高的0.1%銪含量，所以能夠支撐這一工業。在銪磷光體被發現之前，彩色電視機的紅色磷光體很弱，以致其他顏色的磷光體須要抑制才能保持顏色的平衡。銪磷光體能產生明亮的紅光，因此不再須要調低別的顏色，彩色電視機的亮度也可以大大提高。自此銪就一直用於電視機和電腦螢屏的生產中。加州山口稀土礦場之後面臨中國白雲鄂博鐵礦的競爭，後者能產出銪含量為0.2%的礦石。
弗蘭克·斯佩丁（Frank Spedding）對發展離子交換技術所作出的貢獻在1950年代中革新了稀土工業。他曾自述在1930年代在做有關稀土元素的演講時，一位老人說要向他獻上幾磅重的氧化銪。當時這算作是極大量的銪，所以斯佩丁並沒有認真對待。但不久後他確實收到了內含幾磅氧化銪的郵件。這位老人正是發展了氧化還原銪純化方法的赫伯特·紐比·麥科伊（Herbert Newby McCoy）。

## 應用

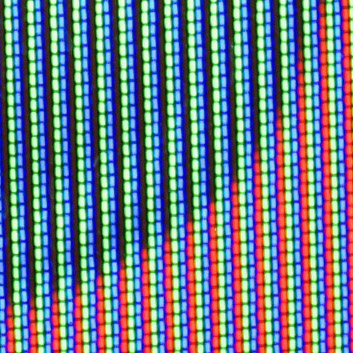
銪是CRT電視機中的紅色磷光體的組成元素之一。

和其他元素相比，銪的商業用途很少且相當專業。幾乎所有應用都涉及銪元素在+2或+3氧化態下的螢光特性。
在激光器和其他光電裝置中，銪可以作玻璃的摻雜劑。三氧化二銪是一種常用的紅色磷光體，用於CRT電視機和螢光燈中。它也是釔基磷光體的激活劑。彩色電視機屏含有0.5至1克銪元素。三價銪磷光體能給出紅光，但二價銪的螢光顏色則取決於主體晶格，一般靠近藍色。兩種銪磷光體（紅、藍）加上黃綠色的鋱磷光體，可產生「白」光。通過調節不同磷光體的比例，可以產生不同色溫的白光。這種螢光系統一般應用在螺旋型螢光燈泡中。一些電視機和電腦螢屏也同樣使用這種系統作為其三個原色。螢光玻璃的生產也用到了銪。除摻銅硫化鋅之外，另一種持續發光的較常見磷光體就是摻銪氯酸鍶。銪的螢光性質還能用在新葯研發篩選過程中，以追蹤生物分子的相互作用。歐元紙幣的防偽磷光體也含有銪。
銪配合物，如Eu(fod)3，可以用作核磁共振光譜法的位移試劑，但這項應用已近乎被平價超導磁鐵所淘汰。手性位移試劑（如Eu(hfc)3）今天仍被用於測量對映異構體純度。

## 安全
沒有明確證據顯示銪的毒性比其他的重金屬高。氯化銪的急性腹腔注射半數致死量（LD50）為550 mg/kg，急性口服LD50為5000 mg/kg。硝酸銪的腹腔注射LD50為320 mg/kg，口服LD50超過5000 mg/kg。
粉狀的銪金屬有自燃或爆炸的危險。

## 外部連結
- 元素铕在洛斯阿拉莫斯国家实验室的介紹（英文）
- —— 铕（英文）
- 元素铕在The Periodic Table of Videos（諾丁漢大學）的介紹（英文）
- 元素铕在Peter van der Krogt elements site的介紹（英文）
- WebElements.com – 铕（英文）